# FC Moutier
Der FC Moutier ist ein Schweizer Fussballverein aus der Stadt Moutier im Kanton Bern. Er spielt zurzeit in der zweiten Liga interregional. Seine Spielstätte ist das Stade de Chalière. Der FC Moutier wurde 1921 gegründet. Grösster Erfolg des FC Moutiers war der Aufstieg in die Nationalliga 1966. Allerdings stieg er schon in der darauffolgenden Saison wieder ab. Einen entscheidenden Beitrag am Aufstieg leistete der damalige Spieler bei Moutier und spätere Trainer von den Grasshoppers und der Schweizer Fussballnationalmannschaft, Miroslav Blažević.